# Hermann Berg (Politiker)
Hermann Berg (* 29. August 1905 in Altena; † 21. Oktober 1982 in Benndorf) war ein deutscher Politiker (FDP, FVP, DP).

## Leben
Berg studierte zunächst Mathematik und Naturwissenschaften in München und wurde dort 1925 Mitglied des Corps Vitruvia. Später wechselte er den Studiengang und studierte Medizin. 1933 wurde er an der Universität zu Köln mit der Dissertation Zur Frage der Wärmeregulation durch die Lungen promoviert.
Von 1934 bis 1937 war er Assistent am pharmakologischen Institut der Albert-Ludwigs-Universität Freiburg. Ab 1938 war er bis zum Ende des Weltkriegs als Arzt bei der Wehrmacht tätig, zuletzt als Oberstabs- und Divisionsarzt. Nachdem er 1946/47 im Laboratorium der Asta AG in Brackwede gearbeitet hatte, trat er anschließend in den elterlichen Betrieb in Grüne ein, wo er die Leitung der Krankenmöbelabteilung übernahm.
Hermann Berg beantragte im Juni 1937 die Aufnahme in die NSDAP und wurde rückwirkend zum 1. Mai desselben Jahres aufgenommen (Mitgliedsnummer 4.352.267). 1952 wurde er Mitglied der FDP. Aus Protest gegen den Koalitionswechsel in Nordrhein-Westfalen von der CDU zur SPD verließ er am 23. Februar 1956 mit dem „Ministerflügel“ (auch Euler-Gruppe genannt) die Liberalen und gründete die Freie Volkspartei (FVP) mit, die sich bereits im März 1957 der DP anschloss.
Berg gehörte dem Deutschen Bundestag vom 27. Juni 1955, als er für den verstorbenen Carl Wirths nachrückte, bis 1957 an.